# Liste der Stadtteilschulen in Hamburg
Die Liste der Stadtteilschulen in Hamburg enthält alle staatlichen und nicht-staatlichen, allgemeinbildenden Stadtteilschulen (STS), die aktuell in Hamburg bestehen. Mit Stand des Schuljahrs 2024/25 sind das 64 staatliche und 24 nicht-staatliche Stadtteilschulen. Nicht verzeichnet sind in dieser Liste G12-Gymnasien, Abendgymnasien, Wirtschaftsgymnasien, gymnasiale Oberstufen (es sei denn als Standort einer STS), Studienkollegs und weitere Schulformen.

## Staatliche Stadtteilschulen
| Name                                   | Seit | Stufen  | Anz.             | Tradition und Besonderheiten | Bezirk      | Stadtteil                    | Lage                                                         | Bilder  |
| -------------------------------------- | ---- | ------- | ---------------- | --- | ----------- | ---------------------------- | ------------------------------------------------------------ | ------- |
| Albert-Schweitzer-Schule               | 1950 | P-S1    | 740              | Gründung als experimentelle Schule, 1969 Abtrennung Gymnasialzweig (ASG)                                                                                 | Nord        | Ohlsdorf                     | Schluchtweg 1                                                | Commons |
| Brüder-Grimm-Schule                    |      | P-S1    | 850              | Aus GHR Querkamp und HRS Steinadlerweg, bis 2013 STS Querkamp/Steinadlerweg                                                                              | Mitte       | Horn / Billstedt             | Querkamp 68 Steinadlerweg 26                                 | Commons |
| Elisabeth-Lange-Schule                 |      | S1-S2   | 660              | aus der HRS Ehestorfer Weg hervorgegangen, 2010 Stadtteilschule Ehestorfer Weg, 2021 nach Elisabeth Lange umbenannt                                      | Harburg     | Eißendorf                    | Ehestorfer Weg 14                                            | Commons |
| Emil-Krause-Schule                     | 2009 | S1-S2   | 950              | Bis 2019 STS Barmbek, aus HRS Tieloh, HRS Fraenkelstraße, Emil-Krause-Gymnasium                                                                          | Nord        | Dulsberg / Barmbek-Nord      | Krausestraße 53 Tieloh 28                                    | Commons |
| Erich-Kästner-Schule                   | 1979 | P-S1-S2 | 1.370            | Ehemalige Gesamtschule Farmsen-Berne, 1989 nach Erich Kästner benannt                                                                                    | Wandsbek    | Farmsen-Berne                | Hermelinweg 10 An der Berner Au 12                           | Commons |
| Fritz-Schumacher-Schule                | 1931 | S1-S2   | 960              | Ehemalige Gesamtschule | Nord        | Langenhorn                   | Timmerloh 27-29                                              | Commons |
| Geschwister-Scholl-Stadtteilschule     | 1979 | S1-S2   | 640              | Aus HRS Böttcherkamp und Gymnasium Glückstädter Weg zur GS Glückstädter Weg, 1989 umbenannt                                                              | Altona      | Lurup                        | Böttcherkamp 181                                             | Commons |
| Goethe-Schule Harburg                  | 1979 |         | 1653             | | Harburg     | Harburg                      | Eißendorfer Straße 26                                        | Commons |
| Gretel-Bergmann-Schule                 | 1991 | S1-S2   | 1.080            | Aus HRS Allermöhe, GS Allermöhe | Bergedorf   | Neuallermöhe                 | Margit-Zinke-Straße 7-11 Von-Moltke-Bogen 40                 | Commons |
| Gyula-Trebitsch-Schule                 | 2006 | S1-S2   | 1.480            | Aus KGS Tonndorf, ein Zusammenschluss von GHR Sonnenweg und Gymnasium Tonndorf                                                                           | Wandsbek    | Tonndorf                     | Barenkrug 16                                                 | Commons |
| Heinrich-Hertz-Schule                  | 1907 |         | 1417             | Ehemalige KGS | Nord        | Winterhude                   | Grasweg 72-76                                                | Commons |
| Ida-Ehre-Schule                        | 1934 | S1-S2   | 1299             | Ehemalige GS, Jahnschule | Eimsb./Nord | Harvestehude / Hoheluft-Ost  | Bogenstraße 36                                               | Commons |
| Ilse-Löwenstein-Schule                 | 2012 | S1      | 540              | Gegründet als Stadtteilschule Humboldtstraße, 2015 nach Ilse Löwenstein benannt                                                                          | Nord        | Barmbek-Süd                  | Humboldtstraße 89 Imstedt 18                                 | Commons |
| Irena-Sendler-Schule                   | 1946 | S1-S2   | 1.400            | Voriger Name Peter-Petersen-Schule | Wandsbek    | Wellingsbüttel               | Am Pfeilshof 20                                              | Commons |
| Julius-Leber-Schule                    | 1968 | S1-S2   | 1.710            | Aus GS Schnelsen | Eimsbüttel  | Schnelsen                    | Halstenbeker Straße 41                                       | Commons |
| Lessing-Stadtteilschule                | 1973 | S1-S2   | 830              | Aus HRS Hanhoopsfeld, HRS Sinstorf, Lessing-Aufbaugymnasium                                                                                              | Harburg     | Marmstorf                    | Sinstorfer Weg 40                                            | Commons |
| Max-Brauer-Schule                      |      |         | 1299             | Ehemalige Gesamtschule | Altona      | Bahrenfeld / Ottensen        | Bei der Paul-Gerhardt-Kirche 1–3                             | Commons |
| Max-Schmeling-Stadtteilschule          | 2010 | S1-S2   | 1.100            | Aus HRS Holstenhofweg und HRS Denksteinweg, bis 2013 STS Denksteinweg/Holstenhof                                                                         | Wandsbek    | Jenfeld / Marienthal         | Denksteinweg 17 Oktaviostraße 143                            | Commons |
| Nelson-Mandela-Schule                  | 1939 | S1-S2   | 1.070            | Aus GS Kirchdorf | Mitte       | Wilhelmsburg                 | Neuenfelder Straße 106                                       | Commons |
| Otto-Hahn-Schule                       | 1968 | S1-S2   | 1.310            | Ab 1972 Gesamtschule | Wandsbek    | Jenfeld                      | Jenfelder Allee 53                                           | Commons |
| Schule am See                          |      |         |                  | Aus ehem. Grundschule Seeredder, Langform | Wandsbek    | Steilshoop                   |                                                              | Commons |
| Schule auf der Veddel                  | 1932 | P-S1    | 460              | Aus HRS Slomanstieg, in denkmalgeschütztem Schumacher-Bau                                                                                                | Mitte       | Veddel                       | Slomanstieg 1                                                | Commons |
| Schule Maretstraße                     |      | P-S1    | 750              | Aus HRS Maretstraße | Harburg     | Harburg                      | Maretstraße 50                                               | Commons |
| Stadtteilschule Alter Teichweg         | 1968 | P-S1-S2 | 1.280            | Aus Gesamtschule Alter Teichweg, in denkmalgeschütztem Schumacher-Bau, seit 2006 Eliteschule des Sports im Rahmen des Olympiastützpunkts HH              | Nord        | Dulsberg                     | Alter Teichweg 200                                           | Commons |
| Stadtteilschule Altona                 | 1970 | S1-S2   | 640              | Ehem. Kurt-Tucholsky-Schule, Fusion aus Aufbaugymnasium mit Sek I der Theodor-Haubach-Schule, 2023 von der Eckernförder Straße nach Mitte Altona gezogen | Altona      | Altona-Nord                  | Recha-Ellern-Weg 1                                           | Commons |
| Stadtteilschule Altrahlstedt           |      | P-S1-S2 | 990              | Grund- und Stadtteilschule Altrahlstedt, aus HRS Altrahlstedt                                                                                            | Wandsbek    | Rahlstedt                    | Kielkoppelstraße 16d Hüllenkamp 19 Brockdorffstraße 2        | Commons |
| Stadtteilschule am Hafen               | 2010 | S1-S2   | 1.150            | Aus HRS Königstraße, HRS St. Pauli, Rudolf-Roß-GS | Mitte       | St. Pauli / Neustadt         | Neustädter Straße 60 Friedrichstraße 55 Budapester Straße 58 | Commons |
| Stadtteilschule am Heidberg            |      | S1-S2   | 920              | Aus GS Am Heidberg | Nord        | Langenhorn                   | Tangstedter Landstraße 300                                   | Commons |
| Stadtteilschule Bahrenfeld             | 1880 | S1-S2   | 1.020            | Schule Regerstraße, ab 1996 GS Bahrenfeld | Altona      | Bahrenfeld                   | Regerstraße 21 – 25                                          | Commons |
| Stadtteilschule Bergedorf              | 1979 | S1-S2   | 1.410            | Aus GS Bergedorf, diese aus HRS Ladenbeker Weg | Bergedorf   | Lohbrügge                    | Ladenbeker Weg 13                                            | Commons |
| Stadtteilschule Bergstedt              | 1996 | S1-S2   | 1.140            | Aus GS Bergstedt | Wandsbek    | Bergstedt                    | Volksdorfer Damm 218                                         | Commons |
| Stadtteilschule Blankenese             |      | S1-S2   | 1.190            | Aus GS Blankenese | Altona      | Blankenese                   | Frahmstraße 15                                               | Commons |
| Stadtteilschule Bramfeld               |      |         |                  | Aus HRS Bramfelder Dorfplatz, HRS Hegholt, erst STS Bramfelder Dorfplatz/Hegholt                                                                         | Wandsbek    | Bramfeld                     | Bramfelder Dorfplatz 5 Hegholt 44                            | Commons |
| Stadtteilschule Campus Hebebrandstraße | 2024 |         |                  | im Aufbau. Mit Gymnasialzweig. |             | Eppendorf                    |                                                              |         |
| Stadtteilschule Campus Schnelsen       | 2024 |         |                  | im Aufbau. Mit Gymnasialzweig. |             | Schnelsen                    |                                                              |         |
| Stadtteilschule Eidelstedt             |      | S1-S2   | 960              | Aus GS Eidelstedt | Eimsbüttel  | Eidelstedt                   | Lohkampstraße 145 Niekampsweg 25                             | Commons |
| Stadtteilschule Eppendorf              | 1990 | P-S1-S2 | 1300             | Aus GS Eppendorf | Nord        | Hoheluft-Ost / Eppendorf     | Löwenstraße 58 Curschmansstraße 39 Schottmüllerstraße 23     | Commons |
| Stadtteilschule Finkenwerder           | 1893 | S1-S2   | 620              | Aus GS Finkenwerder, diese wiederum aus Norderschule | Mitte       | Finkenwerder                 | Norderschulweg 14                                            | Commons |
| Stadtteilschule Fischbek-Falkenberg    |      | P-S1-S2 | 1692             | Aus GS Fischbek, HRS Am Falkenberg | Harburg     | Neugraben-Fischbek           | Fischbeker Moor 6 Heidrand 5                                 | Commons |
| Stadtteilschule Flottbek               |      |         |                  | Bahrenfeld | Altona      | Groß Flottbek                |                                                              | Commons |
| Stadtteilschule Hamburg-Mitte          |      |         |                  | Aus HRS Griesstraße, Lohmühlen-Aufbaugymnasium | Mitte       | St. Georg / Hamm             |                                                              | Commons |
| Stadtteilschule Helmuth Hübener        |      |         |                  | Aus KGS Benzenbergweg | Nord        | Barmbek-Nord                 |                                                              | Commons |
| Stadtteilschule Horn                   |      |         |                  | Aus GS Horn | Mitte       | Horn                         |                                                              | Commons |
| Stadtteilschule in den Reethen         | 2024 |         |                  | im Aufbau |             | Neugraben-Fischbek           |                                                              |         |
| Stadtteilschule Kirchwerder            |      |         |                  | Aus GS Kirchwerder | Bergedorf   | Kirchwerder / Curslack       | Kirchwerder Hausdeich 341 Gramkowweg 5                       | Commons |
| Stadtteilschule Lohbrügge              |      |         |                  | Aus GS Lohbrügge | Bergedorf   | Lohbrügge                    |                                                              | Commons |
| Stadtteilschule Lurup                  | 2010 | S1-S2   | 970              | Aus HRS Luruper Hauptstraße, HRS Am Altonaer Volkspark                                                                                                   | Altona      | Lurup                        | Flurstraße 15                                                | Commons |
| Stadtteilschule Meiendorf              | 2012 | S1-S2   | 560              | Aus HRS Meiendorf | Wandsbek    | Rahlstedt                    | Deepenhorn 1                                                 | Commons |
| Stadtteilschule Mümmelmannsberg        |      |         |                  | Aus GS Mümmelmannsberg | Mitte       | Billstedt                    |                                                              | Commons |
| Stadtteilschule Niendorf               | 1980 | S1-S2   | 1280             | 2010 Fusion von GS Niendorf und HRS Sachsenweg zu STS Niendorf                                                                                           | Eimsbüttel  | Niendorf                     | Paul-Sorge-Straße 133-135 Sachsenweg 74                      | Commons |
| Stadtteilschule Öjendorf               | 1978 | S1-S2   | 640              | Aus GS Öjendorf, vorher Schule Merkenstraße | Mitte       | Billstedt                    | Öjendorfer Höhe 12                                           | Commons |
| Stadtteilschule Oldenfelde             | 1886 | S1-S2   | 963              | Aus HRS Oldenfelde | Wandsbek    | Rahlstedt                    | Delingsdorfer Weg 6                                          | Commons |
| Stadtteilschule Osterbek               | 2024 | S1-S2   | 115 (Stand 2025) | im Aufbau. Aktuell (Stand 2024/25) nur 1 Jahrgang | Wandsbek    | Bramfeld                     | Turnierstieg 18                                              |         |
| Stadtteilschule Poppenbüttel           |      |         |                  | Aus HRS Poppenbüttler Stieg, GS Poppenbüttel | Wandsbek    | Poppenbüttel / Hummelsbüttel |                                                              | Commons |
| Stadtteilschule Richard-Linde-Weg      | 1957 | S1-S2   | 1.030            | Aus HRS Richard-Linde-Weg | Bergedorf   | Lohbrügge                    | Richard-Linde-Weg 49                                         | Commons |
| Stadtteilschule Rissen                 | 2011 | S1-S2   | 600              | Aus HRS Iserbarg | Altona      | Rissen                       | Voßhagen 15                                                  | Commons |
| Stadtteilschule Stellingen             | 1979 | S1-S2   | 1.140            | Aus HRS Sportplatzring, GS Stellingen | Eimsbüttel  | Stellingen                   | Brehmweg 60                                                  | Commons |
| Schule Stübenhofer Weg                 | 1966 | P-S1-S2 | 650              | Aus HRS Stübenhofer Weg | Mitte       | Wilhelmsburg                 | Stübenhofer Weg 20a                                          | Commons |
| Stadtteilschule Süderelbe              | 1973 | S1-S2   | 880              | GS Süderelbe wurde 1980 gegründet. | Harburg     | Neugraben-Fischbek           | Neumoorstück 1                                               | Commons |
| Stadtteilschule Walddörfer             | 1991 | S1-S2   | 1.180            | Aus GS Walddörfer | Wandsbek    | Volksdorf                    | Ahrensburger Weg 30 Vörn Barkholt 6                          | Commons |
| Stadtteilschule Wilhelmsburg           |      | P-S1-S2 | 1.080            | Aus GS Wilhelmsburg | Mitte       | Wilhelmsburg                 | Perlstieg 1 Rotenhäuser Straße 67                            | Commons |
| Stadtteilschule Winterhude             | 1930 | P-S1-S2 | 1.230            | Aus GS Winterhude | Nord        | Winterhude                   | Meerweinstraße 26–28 -->                                     | Commons |

## Nicht-staatliche Stadtteilschulen
| Name                                      | Seit | Stufen  | Anz. | Träger und Besonderheiten                                                                       | Bezirk     | Stadtteil       | Lage                      | Bilder  |
| ----------------------------------------- | ---- | ------- | ---- | ----------------------------------------------------------------------------------------------- | ---------- | --------------- | ------------------------- | ------- |
| August-Hermann-Francke-Schule Bergedorf   | 2018 |         |      | Evangelisch, Bezug des Neubaus 2020                                                             | Bergedorf  | Bergedorf       | Glasbläserhöfe 4          | Commons |
| August-Hermann-Francke-Schule Uhlenhorst  | 1992 | S1-S2   | 320  | Evangelisch                                                                                     | Nord       | Barmbek-Süd     | Bachstraße 13             | Commons |
| Bugenhagenschule Alsterdorf               | 1867 | S1-S2   | 560  | Evangelisch (Stiftung Alsterdorf)                                                               | Nord       | Alsterdorf      | Alsterdorfer Straße 506   | Commons |
| Bugenhagenschule Blankenese               | 2008 | S1-S2   | 360  | Evangelisch (Stiftung Alsterdorf), auch „Schule im Hessepark“ genannt                           | Altona     | Blankenese      | Oesterleystraße 22        | Commons |
| Christian Morgenstern Schule              | 2008 | P-S1-S2 | 280  | Waldorfschule                                                                                   | Eimsbüttel | Eimsbüttel      | Heinrichstraße 14         | Commons |
| Domschule St. Marien                      | 1861 | S1      | 220  | Katholisch (Schulträger Erzbistum), Schule soll geschlossen werden                              | Mitte      | St. Georg       | Schmilinskystraße 70      | Commons |
| Franz-von-Assisi-Schule                   | 1927 | S1      | 290  | Katholisch (Schulträger Erzbistum), Schule soll geschlossen werden                              | Nord       | Barmbek-Nord    | Lämmersieth 38            | Commons |
| Joseph-Carlebach-Schule                   | 2007 | S1-S2   | 80   | Jüdisch, im denkmalgeschützten Gebäude der ehemaligen Talmud-Tora-Schule                        | Eimsbüttel | Rotherbaum      | Grindelhof 30             | Commons |
| Katholische Bonifatiusschule              | 1893 | P-S1    | 600  | Katholisch (Schulträger Erzbistum), gehört zum denkmalgeschützten Ensemble von St. Bonifatius   | Mitte      | Wilhelmsburg    | Bonifatiusstraße 2        | Commons |
| Katholische Schule Altona                 | 1949 | P-S1    | 270  | Katholisch (Schulträger Erzbistum), Schule soll geschlossen werden                              | Altona     | Altona-Altstadt | Dohrnweg 6                | Commons |
| Katholische Schule Harburg                | 1860 | P-S1    | 600  | Katholisch (Schulträger Erzbistum), Stadtteilschule soll geschlossen werden, Grundschule bleibt | Harburg    | Harburg         | Julius-Ludowieg-Straße 89 | Commons |
| Katholische Schule Neugraben              | 1969 | P-S1    | 290  | Katholisch (Schulträger Erzbistum), Schule soll geschlossen werden                              | Harburg    | Neugraben-F.    | Cuxhavener Straße 379     | Commons |
| Katholische Schule St. Paulus             | 1905 | P-S1    | 610  | Katholisch (Schulträger Erzbistum)                                                              | Mitte      | Billstedt       | Öjendorfer Weg 14         | Commons |
| Neue Schule Hamburg                       | 2007 | P-S1    | 80   | Freier Träger                                                                                   | Wandsbek   | Rahlstedt       | Schimmelreiterweg 11      | Commons |
| Private Stadtteilschule Brecht            | 1955 | S1-S2   | 240  | Freier Träger, Altbau denkmalgeschützt                                                          | Mitte      | St. Georg       | Norderstraße 163          | Commons |
| Rudolf Steiner Schule Altona              | 1984 | P-S1-S2 | 390  | Waldorfschule, denkmalgeschütztes Schulgebäude                                                  | Altona     | Ottensen        | Bleickenallee 1           | Commons |
| Rudolf-Steiner-Schule Bergedorf           | 1985 | P-S1-S2 | 440  | Waldorfschule, im denkmalgeschützten Ensemble der Schule am Brink                               | Bergedorf  | Bergedorf       | Am Brink 7                | Commons |
| Rudolf-Steiner-Schule Hamburg-Bergstedt   | 1976 | P-S1-S2 | 460  | Waldorfschule                                                                                   | Wandsbek   | Bergstedt       | Bergstedter Chaussee 207  | Commons |
| Rudolf Steiner Schule Hamburg-Nienstedten | 1952 | P-S1-S2 | 460  | Waldorfschule, Schulgelände an der Elbchaussee                                                  | Altona     | Nienstedten     | Elbchaussee 366           | Commons |
| Rudolf Steiner Schule Hamburg-Wandsbek    | 1922 | P-S1-S2 | 830  | Waldorfschule (Rudolf Steiner Schulverein Wandsbek e.V.), erste Waldorfschule Hamburgs          | Wandsbek   | Farmsen-Berne   | Rahlstedter Weg 60        | Commons |
| Rudolf Steiner Schule Harburg             | 1980 | P-S1-S2 | 450  | Waldorfschule                                                                                   | Harburg    | Hausbruch       | Ehestorfer Heuweg 82      | Commons |
| Schule Alsterpalais                       | 2009 | S1-S2   | 70   | Freier Träger (Flachsland Zukunftsschulen gGmbH), Schulgebäude ist ehemaliges Krematorium       | Nord       | Alsterdorf      | Alsterdorfer Straße 523   | Commons |
| Stadtteilschule St. Georg                 | 1969 | S1      | 140  | Freier Träger (Privatschulpädagogische Gesellschaft), denkmalgeschütztes Gebäude                | Mitte      | St. Georg       | Rostocker Straße 62       | Commons |
| Wichern-Schule                            | 1874 | S1-S2   | 530  | Evangelisch (Stiftung des Rauhen Hauses und der Nordkirche)                                     | Mitte      | Horn            | Horner Weg 164            | Commons |

## Geschlossene Stadtteilschulen
- Stadtteilschule Langenhorn am Grellkamp 40 in Langenhorn („Grellkampschule“), entstand 2010 aus der Haupt- und Realschule Langenhorn,[2] wurde 2015 geschlossen

## Legende
Legende zu den Spalten beider Tabellen:
- Name: Name der Stadtteilschule
- Seit: Jahr der Gründung, das in der Stadtteilschule tradiert wird, normalerweise das Gründungsjahr der umgewandelten Gesamtschule o. ä. Nicht gemeint ist das Jahr der Umbildung in Stadtteilschulen, das für fast alle STS gleich ist (2010).
- Stufen: Angebotene Stufen, also Primarstufe (P), Sekundarstufe I (S1) und II (S2) im Schuljahr 2017/18,[3] eine Stadtteilschule in Langform hat auch eine Grundschulabteilung (also P).
- Anz.: Anzahl der Schüler in allen Stufen (also Primarstufe, Sekundarstufe I und II, so vorhanden) im Schuljahr 2017/18, gerundet auf Zehner[3]
- Tradition und Besonderheiten: Aus welchen Schulen wurde die STS gebildet, ggfs. Besonderheiten. Bei nicht-staatlichen Schulen ist hier der Schulträger zu nennen.
- Bezirk: Hamburger Bezirk, in dem sich die Stadtteilschule heute befindet.
- Stadtteil: Hamburger Stadtteil, in dem sich die Stadtteilschule heute befindet. Bei mehreren Standorten einer Stadtteilschule wird hier der Stadtteil des Hauptstandortes genannt.
- Lage: Geokoordinaten, mit einem Klick auf den Link lässt sich die Lage der Schule auf Karten anzeigen. Bei mehreren Standorten einer Stadtteilschule werden hier mehrere Koordinaten aufgeführt.
- Bilder: Link auf Wikimedia Commons, soweit dort eine Kategorie vorhanden ist. Dort gibt es per Wikidata auch den Link auf die Website der STS